# Torneo Internacional de España de balonmano 2025 (Männer)
Das Torneo Internacional de España 2025 wurde vom 8. bis 11. Januar 2025 in Castelló ausgetragen. Die 49. Ausgabe des Torneo Internacional de España diente auch zur Vorbereitung für die am 14. Januar 2025 beginnende Weltmeisterschaft 2025. Sieger wurde die spanische Nationalmannschaft.

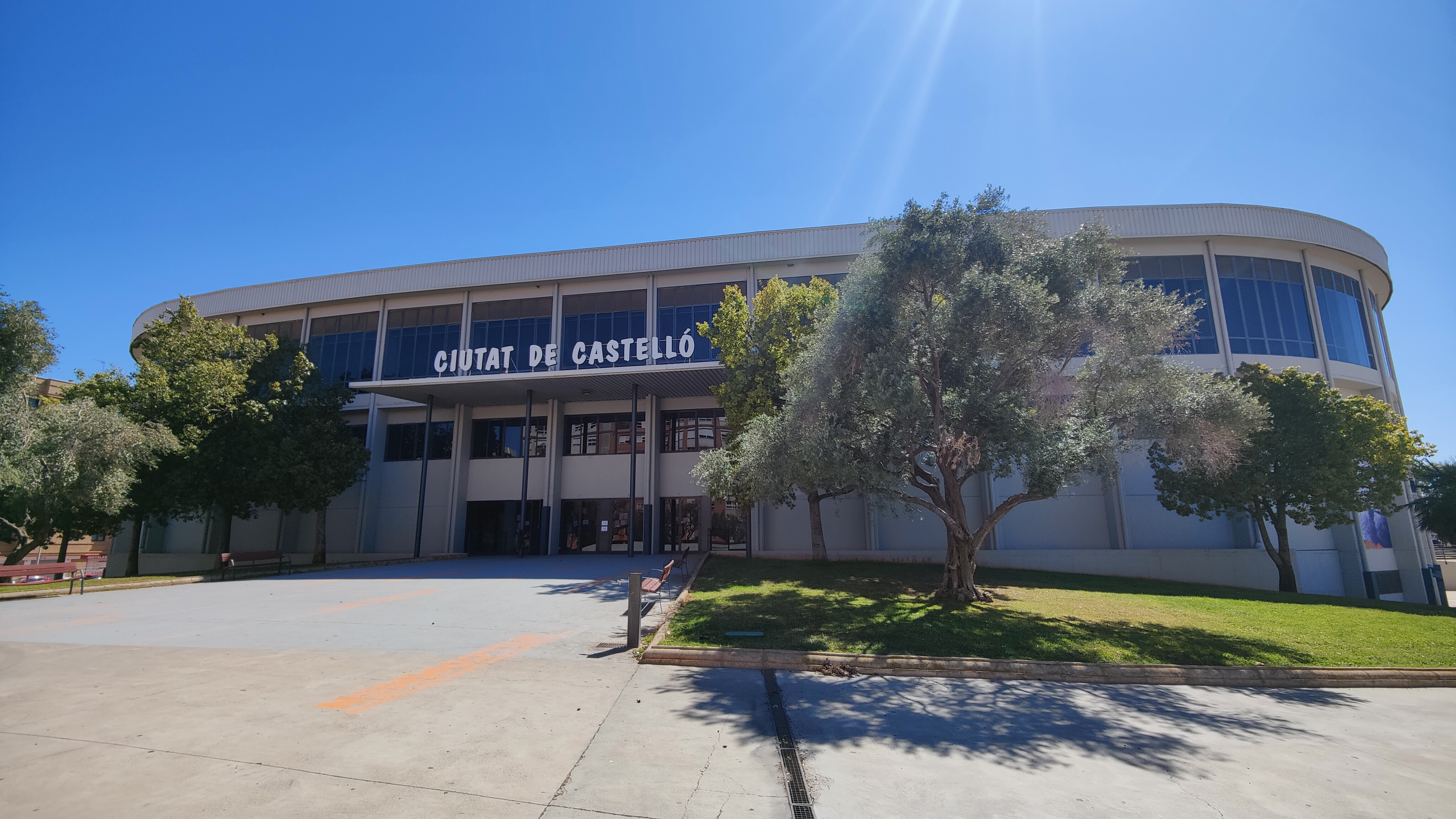
Polideportivo Ciudad de Castelló (2024)

## Veranstaltungsort
Die Spiele des in Castelló ausgetragenen Wettbewerbs finden im Polideportivo Ciudad de Castelló statt. Die Halle war auch Austragungsort der Weltmeisterschaft der Frauen 2021.

## Teilnehmer
Die Nationalmannschaften von Spanien, Ägypten, Norwegen, Argentinien, Rumänien und der Slowakei nahmen am Wettbewerb, der bis 2024 zumeist als Vier-Länder-Turnier gespielt wurde, teil. Die Teams Spaniens, Ägyptens, Norwegens und Argentiniens werden auch an der Weltmeisterschaft 2025 teilnehmen.
Für das spanische Aufgebot waren Gonzalo Pérez de Vargas, Sergey Hernández, Jan Gurri, Agustín Casado, Ian Tarrafeta, Alex Dujshebaev, Kauldi Odriozola, Ferrán Solé, Petar Cikusa, Imanol Garciandía, Abel Serdio, Daniel Dujshebaev, Víctor Romero, Miguel Sánchez-Migallón, Ferran Castillo, Daniel Fernández, Djordje Cikusa, Ian Barrufet und Javier Rodríguez im Einsatz. Für Castillo und Barrufet war es das Debüt in der A-Nationalmannschaft.

## Turnierverlauf
Die sechs Mannschaften spielten in zwei Gruppen zu je drei Teams jeder gegen jeden. Die Gruppensieger spielten gegeneinander um den Turniersieg, die Zweit- und Drittplatzierten spielten ebenfalls gegeneinander.

### Gruppe A
| Pl.                    | Land        | Sp. | S | U | N | Tore    | Diff. | Punkte |
| ---------------------- | ----------- | --- | - | - | - | ------- | ----- | ------ |
| 1.                     | Spanien     | 2   | 2 | 0 | 0 | 066:480 | +18   | 04:00  |
| 2.                     | Argentinien | 2   | 1 | 0 | 1 | 048:580 | −10   | 02:20  |
| 3.                     | Slowakei    | 2   | 0 | 0 | 2 | 056:640 | −8    | 00:40  |
| Stand: 10. Januar 2025 |             |     |   |   |   |         |       |        |

|             | Spanien | Argentinien | Slowakei |
| ----------- | ------- | ----------- | -------- |
| Spanien     | X       | 32:18       | 34:30    |
| Argentinien | –       | X           | –        |
| Slowakei    | –       | 26:30       | X        |

### Gruppe B
| Pl.                    | Land     | Sp. | S | U | N | Tore    | Diff. | Punkte |
| ---------------------- | -------- | --- | - | - | - | ------- | ----- | ------ |
| 1.                     | Norwegen | 2   | 2 | 0 | 0 | 070:550 | +15   | 04:00  |
| 2.                     | Ägypten  | 2   | 1 | 0 | 1 | 062:630 | −1    | 02:20  |
| 3.                     | Rumänien | 2   | 0 | 0 | 2 | 056:700 | −14   | 00:40  |
| Stand: 10. Januar 2025 |          |     |   |   |   |         |       |        |

|          | Norwegen | Agypten | Rumänien |
| -------- | -------- | ------- | -------- |
| Norwegen | X        | –       | 37:26    |
| Ägypten  | 29:33    | X       | –        |
| Rumänien | –        | 30:33   | X        |

### Platzierungsspiele
| 11. Januar 2025 17:00 Uhr | Slowakei | 24:39 | Ägypten | Castelló, Polideportivo Ciudad de Castelló |
| 11. Januar 2025 17:00 Uhr | (12:19)  |       |         | Castelló, Polideportivo Ciudad de Castelló |
| 11. Januar 2025 17:00 Uhr |          |       |         | Castelló, Polideportivo Ciudad de Castelló |

| 11. Januar 2025 19:00 Uhr | Argentinien | 30:31 | Rumänien | Castelló, Polideportivo Ciudad de Castelló |
| 11. Januar 2025 19:00 Uhr | (16:15)     |       |          | Castelló, Polideportivo Ciudad de Castelló |
| 11. Januar 2025 19:00 Uhr |             |       |          | Castelló, Polideportivo Ciudad de Castelló |

| 11. Januar 2025 21:00 Uhr | Spanien                           | 33:31   | Norwegen                          | Castelló, Polideportivo Ciudad de Castelló Zuschauer: 3.700 Schiedsrichter: Oyarzun Aylagas, Zaragueta Ruiz |
| 11. Januar 2025 21:00 Uhr | meiste Tore: Daniel Fernández (8) | (15:17) | meiste Tore: Tobias Grøndahl (12) | Castelló, Polideportivo Ciudad de Castelló Zuschauer: 3.700 Schiedsrichter: Oyarzun Aylagas, Zaragueta Ruiz |
| 11. Januar 2025 21:00 Uhr | Strafen: 3×                       | Bericht | Strafen: 3×                       | Castelló, Polideportivo Ciudad de Castelló Zuschauer: 3.700 Schiedsrichter: Oyarzun Aylagas, Zaragueta Ruiz |